# 龍虎の拳2 (漫画)
『龍虎の拳2』（りゅうこのけんつう）は、SNKの同題格闘ゲームを原案とした天獅子悦也 による日本の漫画であり、『龍虎の拳』の続編。ストーリー協力は 石井ぜんじ。新声社のゲーム雑誌「ゲーメスト」に1994年124号から1995年145号まで連載された 。単行本は、新声社からゲーメストコミックスとして1995年に全2巻として発売されている。なお、石井は当時、「ゲーメスト」の編集長であり、前作では原作としてクレジットされていた。

## 概要
ゲーム『龍虎の拳』（1992年。100メガショック第1弾）は、リョウ、ロバートのどちらかを主人公として選んで進めていく、という方式であり、対戦以外で他のキャラクターを選ぶことはできなかった上に、気力システムの導入や、投げ技を持つのがリョウ、ロバート、ジャック、ミスターカラテしか存在しないなど、クセの強いシステムであった。舞台となるサウスタウンも『餓狼伝説(1)』（1991年）と同じため、相関関係が論議を呼んでいた。
ゲーム『龍虎の拳2』は全12キャラクターのどれを選んでも1人プレイが可能であり、いわゆるオーソドックスな格闘ゲームのシステムに近づいていた。同キャラクター戦を含む全12試合を行い、12戦目の相手であるミスタービッグを倒すとエンディングとなるが、フラグを立てる（2勝0敗、つまり1ラウンドも落とさず進めていく）と、13戦目として隠しボスであるギース・ハワードが登場する、という仕掛けになっている（ネオジオ版ではプレイヤーキャラクターにはならないが、スーパーファミコン版では使用可能）。ギースを倒すとエンディングが変わる、というのはミスタービッグぐらいだが、ギースが飛行機で日本に逃亡し、新しい技（当て身投げと思われる）を習得しようとする…という部分も明確になっており、『餓狼伝説（1）』との前後関係が明らかとなった。
本作ではギースが初期から登場。前作においては「キング・オブ・ファイターズ」とはストリートファイトの称号でしかなかったが、本作ではギース主催の大会（賭け試合）となり、ギースはその展開を仕切りながら、極限流空手の「気」の奥義と我がものとし、前作で生き延びたミスタービッグを叩きのめす…、という目的に沿って動いている。ゲーム版で選択できる12人は全員登場するものの、ギース主導であり、その目的故にジャックなどはやられ役に転落、ミッキーはロバートとの再戦が水入りとなった挙句に乱入者のジョンに倒される、といった具合で、扱いに差が出ている。次回作『カーマンに指令を 龍虎の拳・外伝』（『ART OF FIGHTING 龍虎の拳 外伝』を原作としている）では、登場キャラクターを絞った展開になったが、これは同じ作者の『ギース・ハワード外伝』シリーズも同様である。
リョウは龍虎乱舞を発動できるものの、ロバートは会得していない（これは本シリーズオリジナルの設定で、ゲーム版では使用可能）。ロバートの龍虎乱舞は『カーマンに指令を 龍虎の拳・外伝』にて初披露とになる。

## ストーリー
ブラックサバス計画が失敗に終わって1年が経った1979年。アメリカ合衆国にあるサウスタウンでは、静けさが戻っていた。ユリ・サカザキは無力さを克服するため、父と兄に隠れ、ロバート・ガルシアの元で極限流空手の修業をしていた。
リョウ・サカザキ宛に「キング・オブ・ファイターズ」の招待状が届く。これを牧場の彼の元へ渡しに行くロバート。リョウはこの1年、公式戦には全く参加しておらず、今回もその気はないという。一方、ロバートは多くの試合に出場しており、連戦連勝だった。リョウの態度に業を煮やしたロバートは組手を挑む。一息ついたところで、ロバートの父親が止めに入った。彼は「キング・オブ・ファイターズ」に2人が参加した、と思ったのである。かつてストリートファイト（賭け試合）の名前だった「キング・オブ・ファイターズ」の名称を使い、ケーブルTV（Gネット）を使った大規模の賭け試合の中継が行われようとしていたのである。参加者として紹介されているのは、リョウ、ロバートの他に極限流総帥のタクマ・サカザキ、消息不明だったキング、ジャック、ミッキーの他、新顔となるテムジンと如月影二の8人。
第1試合はリョウ対テムジンのカードが組まれていた。しかし、挑戦者とTVクルーが向かう極限流の空手ジムには、ユリと門下生しか残っていない。中継をみて焦るリョウとロバートは、急いでジムに向かう。ジムではテムジンが門下生を相手に大暴れをしており、不在のリョウを逃亡とみなして、カメラに対して一方的に勝利を宣言していた。異を唱えるユリはテムジンと対戦。テムジンは女と見て手加減したため、技が甘くなり敗北する。
サウスタウン空港では、飛行機から降り立ったタクマを如月が襲っていた。流影陣で飛び道具を跳ね返す如月に、極限流空手は不利。組み技の翔乱脚から背後を取り、覇王至高拳を放ったタクマだったが、威力不足で決定的ダメージにはならなかった。不利と見た如月は、腰帯に仕込んだ小刀を抜き、タクマに逆襲する。左胸の古傷を刺されたタクマは動きが止まったが、覆面をした東洋人たちに救われ、脱出する。
勝負はタクマの判定勝利となったが、負傷した上に消息不明となり、次の試合が組めない。コミッショナーのギース・ハワードは如月を暫定勝者とし、悪役として売り出すという。暗殺を旨とする如月はその信念に揺らぎはなく、自身への扱いに不満を述べ大会を去ろうとしたが、ギースから「極限流最強はリョウ」と聞かされ、試合を組む条件で残留する。
タクマを探し、如月を警戒しているリョウの前にジャックが現れる。新技で圧倒したジャックだったが、リョウも成長著しく、覇王翔吼拳を受けて倒される。
参加者としてのユリの身を案じたリョウは、その保護をロバートに頼んでいた。ガルシア家の別荘で過ごすユリだったが、大会からメッセンジャーが訪れ、試合への参加を呼び掛けられる。
そのロバートはミッキーの気配を察知。別荘での対戦となったが、ミッキーが林に誘きこみ、足技を封じる。しかし警報が鳴り響き、ミッキーは逃走した。
ユリはキングと対戦。自分を変えるきっかけがキングだった、と語り意気込むが、キングは弟の手術費のため参加。その思いの強さに圧倒され敗北する。
チャイナタウンからの使いで、タクマが保護されていることをリョウたちは知る。そのタクマを狙い、如月はチャイナタウンへ忍び込む。クルーが同行していないため、今度こそ命を奪うつもりなのだ。タクマはリー・パイロンの調合した薬で眠っており、パイロンが如月の相手を務める。戦いは一進一退だったが、パイロンの弟子たちが駆け付け、如月は逃亡した。パイロンは如月の扁枯穴を突いており、その効果が現れるはずであった。
翌朝、タクマはチャイナタウンを後にする。警護に帽子の若者が一人が随行したが、彼からは殺気が放たれていた。タクマの真意を確かめるべく、襲いかかる若者。1年前、タクマが指導したため、「組織」で「気」を遣う格闘家が現れ、サウスタウンがより混迷の度を増しているのだ。そして、その元凶こそギース・ハワード…。それを聞かされ、タクマは打倒ギースの意思を固める。それを見た若者は、名も告げずその場を去った。
キングとの牧場での戦いは、リョウの勝利に終わった。タクマはギース暗殺を狙っていたが、「組織」に追われ南港に逃げ込んでいた。傷に苦しみ、追手を振り切れず苦闘するタクマだったが、南港の顔役・テムジンに救われる。彼に頼んだのはユリだった。ギース暗殺は無謀すぎる、と止めに入るユリを、タクマの正拳が襲う。それを庇うデムジン。タクマを思いとどまらせるためテムジンは彼と戦うことになる。テムジンとユリの説得に応じ、思いとどまるタクマ。深手を負いながらのその技量にテムジンは驚嘆し、「彼の弟子が2人もいるなら」と、ギース打倒の願いをリョウ・ロバートにかける。
ロバートはガルシア家の本宅に引っ込んでおり、ミッキーのつけいる隙がない。期限切れで失格となるのを待つ身であったが、ジョン・クローリーが乱入、ミッキーを倒して挑戦権を得る。正門を爆破したジョンは、大会の粉砕を宣言、クルーを倒し邸内に侵入する。だがロバートに察知されており、2人の戦いが始まる。そこへミスタービッグが登場し、2人がかりでロバートを圧倒する。背後から密着されてジョンに首を絞められ、絶体絶命のロバートだったが、自らに覇王翔吼拳を放ち、ジョンを道連れにダブルノックアウトとなる。ビッグは姿を消した。
リョウはロバートの入院先へ急ぐ。そこへ如月が奇襲をかけ、決勝戦が路上で始まった。如月とリョウは互角、しかしパイロンの仕掛けた扁枯穴が発動し、如月の左半身が動かなくなる。そこへ極限流連舞拳が炸裂し、リョウが優勝を手にした。
クルーの案内でヘリポートへ向かうリョウ。そこを急襲するビッグ。リョウの予想以上の成長ぶりに驚嘆したビッグは長期戦を回避。「気」でパイプを歪ませ、リョウを壁に固定。その間にクルーを「気」で制圧し、ギースの元へ向かう。リョウは後れをとったものの、クルーからギースの居場所を聞き出していた。
ギースビルの屋上にヘリで乗り込んだビッグは、1年前から潜入させておいた部下に囲まれた。指示を与え、「組織」を奪回すべく階下に進行させる。同時に地上部隊も展開させていた。ビッグはギースの拠点をモニター室と見なし踏み込むが、そこは空であった。巨大モニターにギースが映し出され、ビッグの作戦を見抜いていた、と告げる。屋上からの部隊も地上からの侵入も、すべてギースの配下に制圧されつつあった。そして室内エレベーターで上がってきたギースは、自らの手で決着をつけるべく、ビッグに立ち向かう。大会の本当の狙いは、ビッグの打倒だったのだ。逆襲するビッグだったが、本領を発揮したギースには手も足も出ず、完敗を喫する。
遅れて到着したリョウは、ギースと対面する。龍虎乱舞の秘密を解き明かすべく、ギースは決勝が極限流対決になるよう、カードを仕組んでいたが、ついに自ら対決し、その謎を解こうとする。烈風拳や飛翔日輪斬でリョウを圧倒するギース。だがリョウは頑なに龍虎乱舞を出さない。業を煮やしたギースは、龍虎乱舞をアレンジしたデッドリーウェイブを放つ。だが、リョウはそれを龍虎乱舞ではない、という。そして、龍虎乱舞を発動させる。ギースには勢いのついた連続攻撃にしか見えなかったが、腕を折ってもリョウの攻撃は止まない。苦痛を感じず、相手を倒すまで続く攻撃の嵐…ギースは認識を改めた。命まで賭けては、もはやゲームではない、ギースはリモコンで照明を落とし、撤退。ヘリに乗り込み空港へ向かった。そのヘリを見上げ、帽子の若者はギースを倒すのはこの自分、ジェフ・ボガードしかいない、と決心するのだった。
事件はビッグの責任とされ、ギースや極限流のことは報道されなかった。市警にもギースの手が及んでいるのだ。そして、ギースの送りつけてきた小切手を、キングの弟の手術費に充てることをリョウは考えていた。

## 登場人物
年齢、出身地（国籍）、身長、体重で特に説明のないものは、ケーブルTVの紹介画面からである。
リョウ・サカザキ
主人公。22歳、日系アメリカ人。身長179センチ、体重68キロ。前作でミスターカラテに勝利した「伝説の男」っただが、この1年間は公式戦から遠ざかっていた。テムジンによると、ミスター・ビッグに勝ったことも知れ渡っている。
前作と同じく、下駄履きでアメリカン・バイクに乗っていた。
ロバート・ガルシア
22歳、イタリア人。180センチ、85キロ。大富豪ガルシア家の御曹司。リョウの親友にしてライバル。極限流空手の師範代。
本作では覇王翔吼拳は会得ずみだが、龍虎乱舞は体得していない。
ユリ・サカザキ
18歳、日系アメリカ人。168センチ、50キロ。リョウの妹で、父譲りの黒髪。1年前の無力さを克服するため、兄と父に内緒でロバートから極限流を習っている。
タクマ・サカザキ（ミスター・カラテ）
48歳、日本人。180センチ、70キロ。リョウ、ユリの父親。極限流の総帥。
如月影二との闘いで古傷に深手を負ったところを、チャイナタウン配下に助けられる。チャイナタウンを巻き込まないためにサウスタウンに戻るが、本意はギースの暗殺にあった。ユリの説得とテムジンとの戦いにより思いとどまる。
覇王至高拳は（覇王翔吼拳より）モーションが速い、とロバートが語っている。
テムジン
34歳、モンゴル出身。150センチ、85キロ。モンゴル相撲（ボフ）の使い手。組み技が得意なパワーファイターだが、頭突きで鉄筋の壁を凹ませている。
サウスタウン南港の主で「親方」と呼ばれる人物。赤貧にあえぐ子供たちが悪事に走らないようにするため、賞金目当てで大会に参加した。
リョウと戦うべく極限流空手のジムを訪れたが、不在のためにユリと戦うことになる。ユリが道場という地の利、柔軟な関節を生かした戦い方で勝利する。
暫定敗北となったタクマが南港に潜んだ際、ユリの依頼でタクマと戦ったが、深手を負っているにも関わらずタクマの強さは秀でていた。
藤堂竜白
ゲーム版では全く登場しないが、本作では予選の録画で如月に敗退している姿を見せた。
ちなみに『ART OF FINGHTING 龍虎の拳 外伝』に登場する彼の娘の藤堂香澄は『カーマンに指令を 龍虎の拳・外伝』には未登場。
如月影二
26歳、日本人。172センチ、70キロ。如月流忍術の使い手。
「気」を使った飛び道具を流影陣で跳ね返す、極限流キラー。腰帯に小刀を仕込んでおり、暗殺を旨とする。
公式戦でタクマと戦った後、決着をつけるべくチャイナタウンに乗り込んだが、リー・パイロンと戦うことになる。この時、扁枯穴を食らい、いわば「時限爆弾を抱えた」状態となった。そのため、決勝でリョウと戦っている最中に左半身が不随となり、敗北。
ギース・ハワード
「組織」を乗っ取り、サウスタウンに君臨している。格闘技の天才。
「キング・オブ・ファイターズ」のコミッショナーとして、極限流に強敵をぶつけ、奥義「龍虎乱舞」を出させようとする一方、1年前に消息を絶ったミスター・ビッグをおびき出して倒す、という目的も持っている。
ロバートの父いわく「ドイツ系」。部下はマフィア（イタリア系）であり、そのチグハグな感じにロバートの父親も戸惑っていた（『ギース・ハワード外伝』「CHAPTER：1神童」にて、その経緯が明かされている）。
キング
22歳、フランス人。175センチ、58キロ。ムエタイ使いの女性で、ユリの2戦目の相手。ベノムストライクで脱衣させ、ダブルストライクで勝負を決めたが、次のリョウ戦では自らが覇王翔吼拳を受け脱衣KOさせられた。
参戦理由は弟のジャンの手術費であった。優勝はできなかったが、リョウが賞金を手術代に充てる意思を示した。
リー・パイロン（李白龍）
チャイナタウンの主。漢方薬の店を開いている、中国拳法の使い手。格闘の際は仮面を付ける。
大会には参加していないが、タクマを保護した際、忍んできた如月と一戦交える。
リー・ガクスウ
前作では国立サイクロプス刑務所の所長だったが、今作では不明。タクマとは龍虎と呼ばれたライバルで、タクマの胸の傷はガクスウが付けたもの。そのタクマはガクスウを倒すべく龍虎乱舞を編み出した。
謎の若者 / ジェフ・ボガード
タクマがチャイナタウンを去る際、ボディガードとしてついた。彼の本心を確認すべく襲いかかるが、タクマが打倒ギースに燃えていることを知り、手を引く。
タクマには名乗らなかったが、最終話でジェフ・ボガードだと判明する。帽子に袖ありジャンパーという『餓狼伝説（1）』のテリー・ボガードと似た服装をしている。
ゲーム版にはギース打倒後の追加デモで名前のみ登場する。『餓狼伝説（1）』の段階では既に故人である。
ジャック・ターナー
27歳、アメリカ人。184センチ、138キロ。元「組織」の一員で暴走族のリーダー。巨漢で打たれ強い。リョウの初戦の相手として苦戦はさせたものの、結局はリョウに敗北した。
身長・体重について、天獅子は「15年前のもの」とし、27歳現在、推定では身長200センチ＋10センチ、体重160キロ±10キロ、足のサイズ30センチ以上、と述べている。
ミッキー・ロジャース
27歳、アメリカ人。189センチ、80キロ。ボクサー。元「組織」の一員。ドレッドヘアーを刈り、スポーツ刈りのような短髪で現れた。ロバートに別荘でリターンマッチを挑み、林におびき寄せて足技を封じたものの、警報でミッキーが逃亡したため勝負なし。その後、ロバートの隙を狙っていたが、焦る内にジョンの乱入を受け敗退。
ジョン・クローリー
30歳、アメリカ人。182センチ、85キロ。元海軍特殊部隊。元「組織」の一員。ミッキーを倒した後、ガルシア邸の壁を破壊。それを囮に潜入するが、ロバートには読まれていた。しかしビッグが現れ、2対1でロバートを追い詰める。ロバートは背後からジョンに首を絞められながら覇王翔吼拳を自らに放ち、ダブルノックダウンとなる。
ミスター・ビッグ
元陸軍軍人で階級は大佐だった。「組織」の元のボス。前年の借りを返し、組織を再び手中に収めようとジョンと共に行動。
優勝したリョウを襲い、足止めしてヘリに乗り込み、ギースの部下を「気」で制圧しギースの元へ乗り込む。しかし、1年前なら潜入させていた部下たちもギースに見抜かれており、侵攻した部隊は分散されて各個撃破。自身もギースとの闘いに敗北する。

## 書誌情報
- 天獅子悦也・ 石井ぜんじ（ストーリー協力） 『龍虎の拳2』 新声社〈ゲーメストコミックス〉、全2巻
  1. 1995年4月発売、ISBN 978-4881991664
  2. 1995年7月発売、ISBN 978-4881991879